# Einadia trigonos
Einadia trigonos là loài thực vật có hoa thuộc họ Dền. Loài này được (Roem. & Schult.) Paul G.Wilson mô tả khoa học đầu tiên năm 1983.